# Австралийско-пакистанские отношения
Австралийско-пакистанские отношения — дипломатические отношения между Австралией и Пакистаном.

## История
Отношения между двумя странами дружественные. Бывший президент Пакистана Первез Мушарраф посетил Австралию с государственным визитом в 2005 году, также бывший премьер-министр Австралии Джон Говард посещал Пакистан после землетрясения в Кашмире в 2005 году. Джон Говард также объявил о создании 500 новых льготных мест для пакистанских студентов на обучение в Австралии.

## Военные отношения
Австралия и Пакистан являются частью организации Договора Юго-Восточной Азии.